# Stuwadoorsarrest
Het Stuwadoorsarrest is een arrest uitgesproken door het Hof van Cassatie op 7 december 1973. Het bevestigde de koerswending inzake samenloop.
Er bestaat een contract tussen de verzender en een reder voor verscheping van een machine naar Calcutta. De reder schakelt een stuwadoorsbedrijf in. Door een fout van een werknemer van dit stuwadoorsbedrijf valt de machine tussen wal en schip en ontstaat er schade. De reder kon door een exoneratiebeding niet aansprakelijk worden gesteld. De verzender (eigenlijk zijn verzekeraar) probeert dit beding te omzeilen door de stuwadoor aan te spreken op grond van artikel 1384 Burgerlijk Wetboek (verantwoordelijkheid voor aangestelden, namelijk de werknemer die onzorgvuldig was geweest).
Het Hof van Cassatie verwierp de vordering tegen de stuwadoor. Het oordeelde dat er tegen aangestelden en uitvoeringsagenten slechts een beroep kan worden gedaan op buitencontractuele aansprakelijkheid wanneer fout en schade niks te maken hebben met de uitvoering van het contract. Daarmee worden aangestelden en uitvoeringsagenten behandeld als een verlengstuk van hun opdrachtgevers, die zelf de bescherming van het samenloopverbod genieten. Men spreekt over de quasi-immuniteit van de uitvoeringsagent. Het Hof oordeelde:
"(...) de aangestelde of de uitvoeringsagent, die de vervoerder in zijn plaatst stelt om het vervoerscontract geheel of gedeeltelijk uit te voeren, [is] ten aanzien van de uitvoering van het contract en ten opzichte van de medecontractant van de vervoerder, geen derde."
In het arrest gebruikte het Hof echter twee verschillende bewoordingen, wat aanleiding gaf tot verwarring. De eerste is:
"Overwegende dat de aangestelde of de uitvoeringsagent, die optreedt om een contractuele verbintenis van een partij uit te voeren, extra-contractueel enkel aansprakelijk gesteld kan worden indien de hem verweten fout een schending uitmaakt, niet van de contractueel aangegane verbintenis doch van een iedereen opgelegde verplichting, en indien die fout een andere dan een louter uit de gebrekkige uitvoering van het contract ontstane schade heeft veroorzaakt."
Het Hof wijst er hier op dat er sprake kan zijn van samenloop indien de fout een schending uitmaakt van een niet-contractuele verbintenis, en indien de schade niet enkel te wijten mag zijn aan de (slechte) uitvoering van het contract. Ingevolge is gemengde schade mogelijk.
De tweede:
"Overwegende dat tweede eiseres als uitvoeringsagent van de rederij optrad om een contractuele verbintenis van deze laatste jegens de inlader uit te voeren; dat het niet vaststelt dat aan de voormelde eiseres verweten fout en de door die fout veroorzaakte schade vreemd zijn aan de uitvoering van de overeenkomst."
Met deze bewoording oordeelt het Hof dat de schade "volledig" vreemd moet zijn aan het contract, waardoor gemengde schade níét kan.
Later werd in ruimere zin duidelijk dat het Hof van Cassatie met het arrest de zogenaamde 'verdwijningstheorie' huldigde, die buitencontractuele vorderingen tussen contractspartijen zo goed als uitsluit.

## Wetswijziging
Op 1 januari 2025 wordt het nieuwe Boek 6 van het Burgerlijk Wetboek van kracht. Het nieuwe wetboek heft het samenloopverbod op.